# Charris Rozemalen
Charris Rozemalen , née le 16 avril 1991 à Utrecht, est une joueuse internationale néerlandaise de handball, évoluant au poste d'arrière droite.

## Biographie
En équipe de jeunes, elle s'illustre avec les Pays-Bas en décrochant une médaille de bronze au championnat d'Europe jeunes.
En décembre 2017, elle décroche une médaille de bronze lors du championnat du monde en remportant le match pour la troisième place face à la Suède.
En 2019, elle rejoint le Toulon Saint-Cyr Var Handball.

## Palmarès

### En club
compétitions nationales
- championne d'Allemagne en 2019 (avec SG BBM Bietigheim)
- championne des Pays-Bas en 2017 (avec SS/VOC Amsterdam)

### En sélection
championnats du monde
- troisième du championnat du monde 2017

championnats d'Europe
- troisième du championnat d'Europe 2018

autres
- troisième du championnat d'Europe jeunes en 2007